# Carolathal
Carolathal ist ein ehemaliger Ortsteil der Gemeinde Breitenbrunn/Erzgeb. im sächsischen Erzgebirgskreis.

## Geografische Lage
Carolathal liegt im westlichen Erzgebirge, unweit der Mündung des Steinheideler Baches in das Schwarzwasser, zwischen Erlabrunn und Breitenbrunn. Durch den Ort führt die Staatsstraße 272 von Schwarzenberg nach Johanngeorgenstadt.

## Geschichte
Der Ort ist aus einer Pappen- und Kartonagenfabrik hervorgegangen, die hier Ende des 19. Jahrhunderts angelegt und nach der sächsischen Königin Carola von Wasa-Holstein-Gottorp benannt worden ist. Vor dem Ersten Weltkrieg firmierte diese Firma unter der Bezeichnung Sachse & Müller. Lederpappenfabrik, Holzstoffkisten und flachliegende Versandkartons.
Zu DDR-Zeiten befand sich hier der VEB Pappenfabrik Carolathal, zu dem ein Betriebsgraben führte, der vom Schwarzwasser abzweigte und das Wasser unter dem Hefekloßfelsen hindurch der Fabrik zuführte. Schräg gegenüber der Pappenfabrik entstanden nach 1950 ein großer, inzwischen stillgelegter und zurückgebauter Rangierbahnhof sowie mehrere Wohnblocks („Am Güterbahnhof“).